# Later als ik groter ben
"Later als ik groter ben" is een nummer van de Nederlandse band BLØF. Het nummer verscheen op hun compilatiealbum Hier - Het beste van 20 jaar BLØF uit 2012. Op 20 april van dat jaar werd het nummer uitgebracht als de eerste single van het album.

## Achtergrond
De tekst van "Later als ik groter ben" is geschreven door basgitarist Peter Slager, terwijl de muziek door de gehele band is geschreven. Het nummer werd uitgebracht ter gelegenheid van het twintigjarige bestaan van de band. Het nummer was eerst enige tijd enkel op een speciaal te downloaden mobiele app van de band verkrijgbaar, voordat het op 20 april 2012 op hun website werd geplaatst als "cadeautje voor alle fans".
"Later als ik groter ben" kwam in de Nederlandse Top 40 tot plaats 25, terwijl het in de Single Top 100 piekte op positie 61. Tino Martin zong het als openingsnummer tijdens een aantal van zijn concerten. In 2016 werd de versie uit de Heineken Music Hall uitgebracht op het album Het concert van mijn dromen: Live in de HMH en in 2017 en 2018 verschenen versies uit de Ziggo Dome op zijn albums Het concert van mijn dromen XL: Live in de Ziggo Dome en In the Round: Live in de Ziggo Dome 2018.

## Hitnoteringen

### Nederlandse Top 40
| Hitnotering: 19-05-2012 t/m 23-06-2012 | Hitnotering: 19-05-2012 t/m 23-06-2012 | Hitnotering: 19-05-2012 t/m 23-06-2012 | Hitnotering: 19-05-2012 t/m 23-06-2012 | Hitnotering: 19-05-2012 t/m 23-06-2012 | Hitnotering: 19-05-2012 t/m 23-06-2012 | Hitnotering: 19-05-2012 t/m 23-06-2012 | Hitnotering: 19-05-2012 t/m 23-06-2012 |
| Week                                   | 1                                      | 2                                      | 3                                      | 4                                      | 5                                      | 6                                      |                                        |
| -------------------------------------- | -------------------------------------- | -------------------------------------- | -------------------------------------- | -------------------------------------- | -------------------------------------- | -------------------------------------- | -------------------------------------- |
| Positie                                | 34                                     | 25                                     | 34                                     | 34                                     | 38                                     | 39                                     | uit                                    |

### Single Top 100
| Hitnotering: 05-05-2012 t/m 07-07-2012 | Hitnotering: 05-05-2012 t/m 07-07-2012 | Hitnotering: 05-05-2012 t/m 07-07-2012 | Hitnotering: 05-05-2012 t/m 07-07-2012 | Hitnotering: 05-05-2012 t/m 07-07-2012 | Hitnotering: 05-05-2012 t/m 07-07-2012 | Hitnotering: 05-05-2012 t/m 07-07-2012 | Hitnotering: 05-05-2012 t/m 07-07-2012 | Hitnotering: 05-05-2012 t/m 07-07-2012 | Hitnotering: 05-05-2012 t/m 07-07-2012 | Hitnotering: 05-05-2012 t/m 07-07-2012 | Hitnotering: 05-05-2012 t/m 07-07-2012 |
| Week                                   | 1                                      | 2                                      | 3                                      | 4                                      | 5                                      | 6                                      | 7                                      | 8                                      | 9                                      | 10                                     |                                        |
| -------------------------------------- | -------------------------------------- | -------------------------------------- | -------------------------------------- | -------------------------------------- | -------------------------------------- | -------------------------------------- | -------------------------------------- | -------------------------------------- | -------------------------------------- | -------------------------------------- | -------------------------------------- |
| Positie                                | 69                                     | 62                                     | 61                                     | 71                                     | 74                                     | 74                                     | 91                                     | 75                                     | 73                                     | 82                                     | uit                                    |

### NPO Radio 2 Top 2000
| Nummer met noteringen in de NPO Radio 2 Top 2000 | '12 | '13  | '14  | '15  | '16-'17 | '18  | '19  | '20  | '21  | '22  | '23  |
| ------------------------------------------------ | --- | ---- | ---- | ---- | ------- | ---- | ---- | ---- | ---- | ---- | ---- |
| Later als ik groter ben                          | 942 | 1455 | 1251 | 1671 | -       | 1654 | 1659 | 1674 | 1939 | 1937 | 1898 |

1. ↑  Een '-' betekent dat het nummer niet was genoteerd en een vetgedrukt getal geeft de hoogste notering aan.
2. ↑  2012 was het eerste jaar met een notering voor dit nummer.
3. ↑  Deze tabel is bijgewerkt tot en met de laatste editie (2024).